# Irene Knickrehm
Irene Knickrehm (* 27. Oktober 1925 in Hamburg als Irene Spir; † 2. Dezember 2019 ebenda) war eine deutsche Sozialpädagogin und Abgeordnete der Hamburgischen Bürgerschaft für die CDU.

## Leben
Nach ihrem Abitur und Praktika in verschiedenen Kinderheimen machte Irene Knickrehm eine Ausbildung als Fürsorgerin am Sozialpädagogischen Institut in Hamburg. Nach Studienaufenthalten in Großbritannien und Schweden war sie von 1949 an bei der Hamburger Jugendbehörde tätig. In den 1950er Jahren wohnte sie zunächst auf dem Dulsberg und zog dann nach Barmbek-Süd. Später zog sie nach Neugraben-Fischbek. In den 1970er Jahren war sie Landesvorsitzende im Berufsverband katholischer Sozialarbeiterinnen und Sozialarbeiter. Sie war verheiratet und hatte einen Stiefsohn, den Wirt des bekannten ehemaligen Musiklokals Schwenders am Großneumarkt.

## Politik
1953 trat Knickrehm in die CDU ein. Sie war zunächst stellvertretende Landesvorsitzende der Jungen Union. In den 1960er Jahren war sie Mitglied im Landesvorstand der CDU Hamburg. In den 1970er und  1980er Jahren war sie stellvertretende Landesvorsitzende der CDA. In den 1990er Jahren war sie Vorsitzende der Delegiertenversammlung der Hamburger CDA.
1957 wurde sie in den Bezirksausschuss (ab 1961: Bezirksversammlung) Hamburg-Nord gewählt, dem sie bis zu ihrem Umzug in den Bezirk Harburg 1967 angehörte. Dort war sie bis 1965 auch Mitglied im Ortsausschuss Barmbek-Uhlenhorst. Zudem gehörte sie dem Vorstand der CDU-Bezirksfraktion an. Am 3. August 1965 rückte sie für den früheren Hamburger Bürgermeister Kurt Sieveking als Abgeordnete in die Hamburgische Bürgerschaft nach. Ihre Tätigkeit endete schon im März 1966 mit dem Ende der Legislaturperiode. 1970 wurde sie wieder in das Parlament gewählt. Diesmal konnte sie acht Jahre lang dort schwerpunktmäßig in den Bereichen Jugendpolitik und Sozialpolitik mitarbeiten. Sie forderte dort eine Erhöhung der Regelsätze für Bezieher von Sozialhilfe und höhere Zuschüsse an die Verbände der freien Wohlfahrtspflege. Außerdem sprach sie sich dagegen aus, die Fürsorgeämter auf die Bezirksämter zu verlagern, weil das zu einer Steigerung der „Kompetenzverwirrungen und -überschneidungen“ führen würde. Stattdessen sollten die Zuständigkeiten für den Fürsorgebereich in einem Amt für Soziale Dienste konzentriert werden. Zur Bürgerschaftswahl 1978 wurde sie von der CDU nicht wieder aufgestellt.
Nach ihrem Ausscheiden aus der Bürgerschaft blieb sie ehrenamtlich tätig und kümmerte sich unter anderem um Seniorenarbeit.